# Кендала (Туркестанская область)
Кендала (каз. Кендала, до 2021 г. — Горький) — село в Келесском районе Туркестанской области Казахстана. Входит в состав Актобинского сельского округа. Код КАТО — 515437380.

## Население
В 1999 году население села составляло 550 человек (281 мужчина и 269 женщин). По данным переписи 2009 года, в селе проживал 601 человек (309 мужчин и 292 женщины).